# Cmentarz żydowski w Kraskowie
Cmentarz żydowski w Kraskowie – został założony w 1765 i pierwotnie służył Żydom z Byczyny, Wołczyna, Kraskowa i Kluczborka. W 1847 roku został przejęty przez gminę żydowską w Kluczborku. W 1890 roku wybudowano dom przedpogrzebowy. Cmentarz zamknięto w latach 20. XX wieku. Cmentarz ma powierzchnię 0,41 ha. Został zniszczony po zakończeniu II wojny światowej. Do naszych czasów zachowało się kilkadziesiąt nagrobków, z których najstarszy pochodzi z 1811 roku.